# Дрейк (проток)
Дрейк (на английски: Drake Passage; на испански: Pasaje de Drake) е проток между архипелага Огнена земя на север и Южните Шетландски острови на юг, съединяващ Атлантическия океан на изток с Тихия океан на запад. Той е най-широкият (900 – 950 km) проток на Земята. Максималната му дълбочина е 5840 m, разположена в южната му част. Често явление са западните буреносни ветрове. През зимата южната му част е покрита с плаващи ледове, а през лятото има изобилие от айсберги. Наименуван е в чест на английския мореплавател и корсар сър Франсис Дрейк, извършил първото английско околосветско плаване и пръв преминал през него през 1578 г.